# Nordwestliche Großhaderner historische Siedlungen

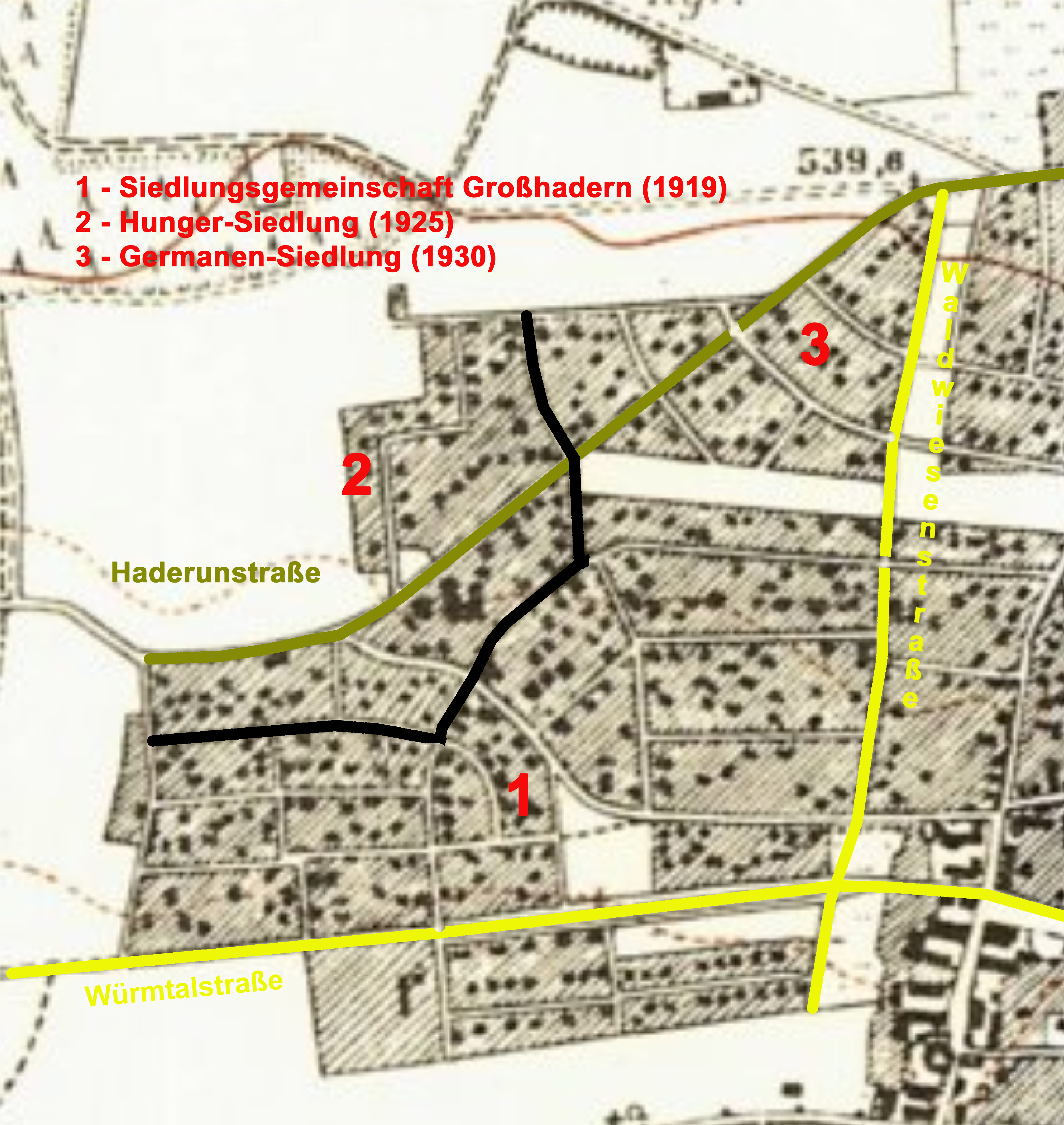
Karte (1960) mit den 3 von 1919 bis Ende der 1930er Jahre entstandenen Siedlungen

Die drei Münchner Stadtviertel Siedlungsgemeinschaft Großhadern (ab 1919), Hunger-Siedlung (ab 1925) und Germanen-Siedlung (ab 1930) im Westen des Stadtbezirks Hadern sind als frühe Wohnsiedlungen auf dem Gebiet der ehemaligen Gemeinde Hadern entstanden.

## Geschichte

Werkzeugfabrik Ludwig Hunger in Großhadern

Anfang des Jahres 1919 wurde unter Mitwirkung von Josef Hunger, dem Vater des späteren Werkzeugfabrikanten Ludwig Hunger, die Siedlungsgemeinschaft Großhadern e. V. gegründet. Noch im selben Jahr entstanden die ersten Häuser im Bereich rund um die heutigen Eichen- und Ringstraße. Im Jahr 1922 gründete der gelernte Mechaniker Ludwig Hunger in den Kellerräumen des elterlichen Hauses die Werkzeugfabrik L. Hunger. 1928 konnte er mit seiner florierenden Firma in die an der Gräfelfinger Straße 146 errichteten Fertigungshallen umziehen. Ab 1925 förderte er die Errichtung einer weiteren Siedlung – die Hunger-Siedlung – die sich unmittelbar westlich und nördlich seiner Firma anschloss, in der auch seine Mitarbeiter einzogen. Die Ludwig Hunger Werkzeug- und Maschinenfabrik GmbH entwickelte sich rasch zum größten Arbeitgeber der Gemeinde. Ab 1930 entstand nordöstlich neben der Hunger-Siedlung die Germanen-Siedlung, die an den Kleinhaderner Ortskern angrenzte. Den heute nicht mehr gebräuchlichen Namen bekam sie aufgrund der damaligen Straßennamen: Odinstraße (heute Haderunstraße), Donarstraße (Drozzaweg), Freyastraße (Wildtaubenweg), Ostarastraße (Hosigaustraße), Germanenstraße (Niederhedern-/Brennereistraße) und Schildliedstraße (An der Vogelwiese). Ab 1960 wurde nördlich der drei Siedlungen der südlich der Lindauer Autobahn gelegene Teil der Hochhaussiedlung Blumenau gebaut. Nordwestlich entstand die Bezirkssportanlage Am Hedernfeld und das danebenliegende Schulgebäude. 1995 wurde die letzte Baulücke zwischen der Straße Am Hedernfeld (der Abschnitt heißt seit ein paar Jahren Ludwig-Hunger-Straße), der Gräfelfinger Straße und An der Rehwiese geschlossen.

### Ludwig Hunger
Der sozial eingestellte Arbeitgeber Ludwig Hunger (* 1898, † 1977) brachte sich ins Gemeindeleben ein und war bis 1933 Gemeinderatsmitglied. 1926 war er ein Gründungsmitglied des TSV München Großhadern, dessen Vorstand er von 1948 bis 1955 war.

## Beschreibung
Das westlichste Siedlungsgebiet von Hadern ist geprägt von Ein- bis Vierfamilienhäusern, sowie von mehreren kleineren Wohnanlagen (vor allem um den Hanna-Kirchner-Weg) und einzelnen Villen. Der östliche Rand der Germanen-Siedlung wird durch die große Durchgangsstraße Waldwiesenstraße durchschnitten, wie auch der Südrand der Siedlungsgemeinschaft Großhadern von der Würmtalstraße. Bis auf die zentral liegende Werkzeugfabrik Hunger sind sie reine Wohngebiete. Am Südosteck der Siedlungen befindet sich der Bahnhof U-Bahnhof Großhadern der Münchner U-Bahn-Linie 6. Weitere öffentliche Verkehrsmittel, über die Holzapfelkreuth erreichbar ist, sind die Buslinien 56, die auf der Waldwiesenstraße verkehrt, sowie die Linie 268, die auf der Würmtalstraße verkehrt. Eine weitere stellt die mit einem Kleinbus durchgeführte Stadtbuslinie 167 dar, die stündlich vom Waldfriedhof in die Blumenau führt und in dem Siedlungsgebiet eine Schleife fährt.

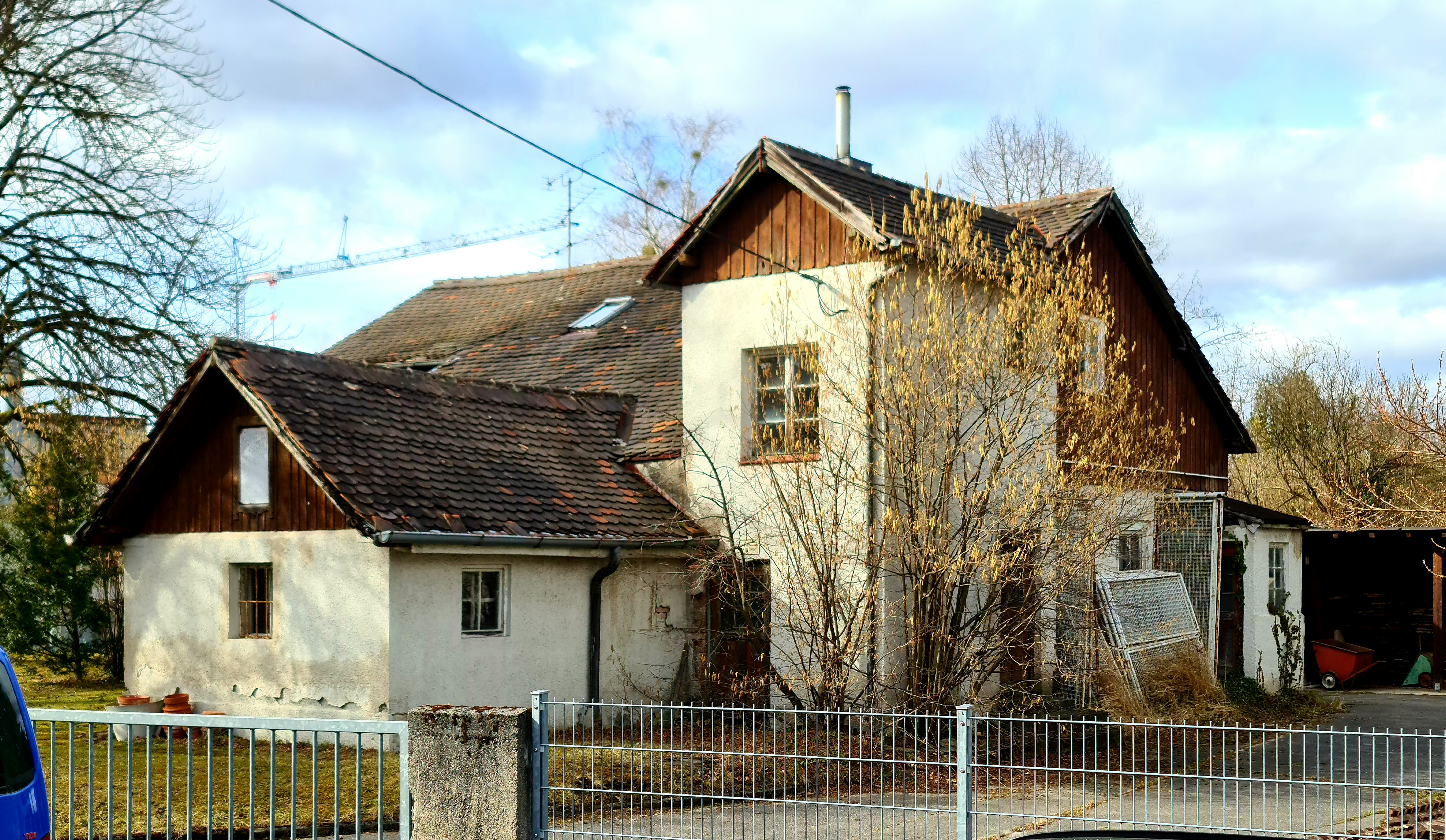
Eichenstraße 38
Eichenstraße 42
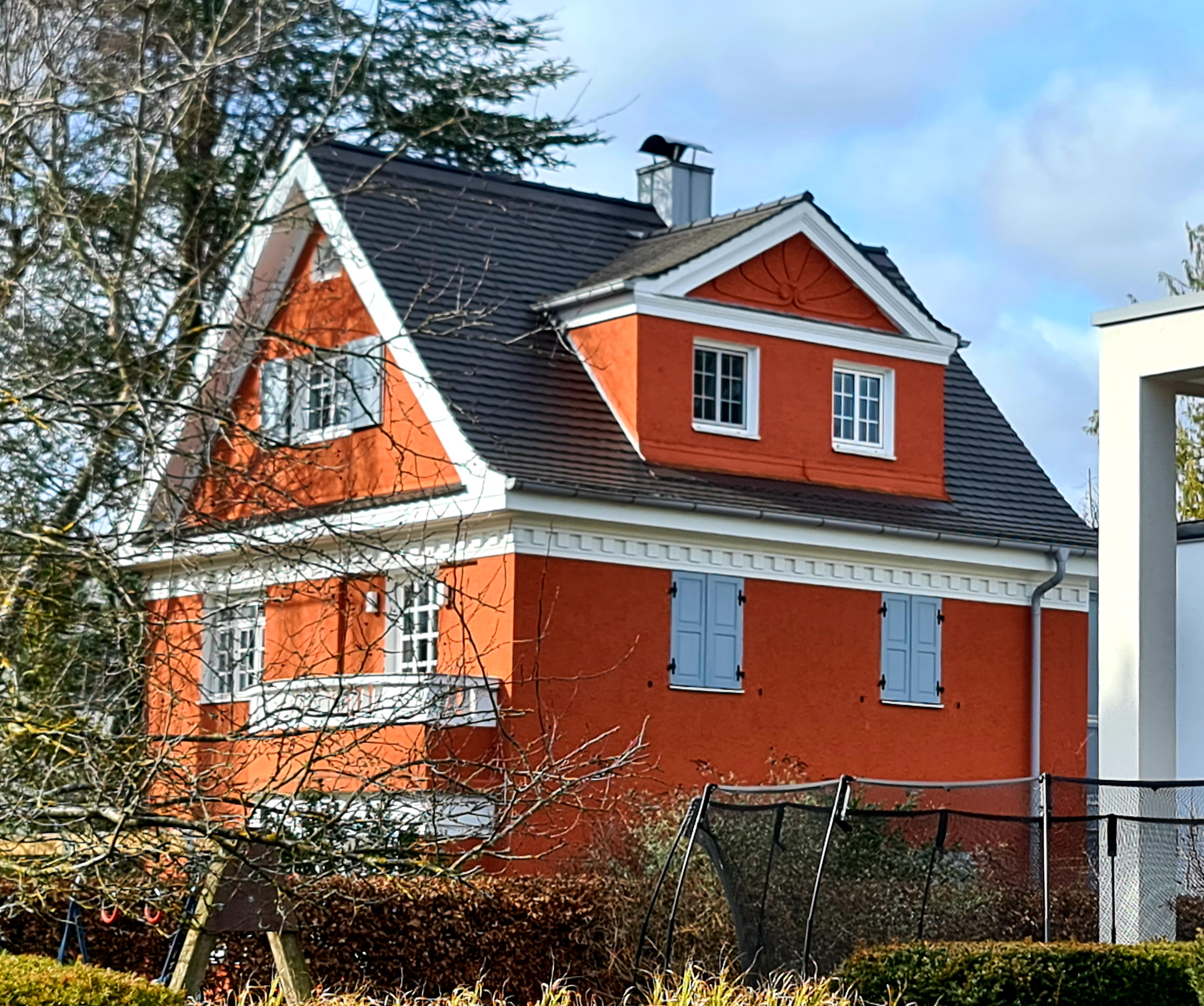
Ringstraße 24
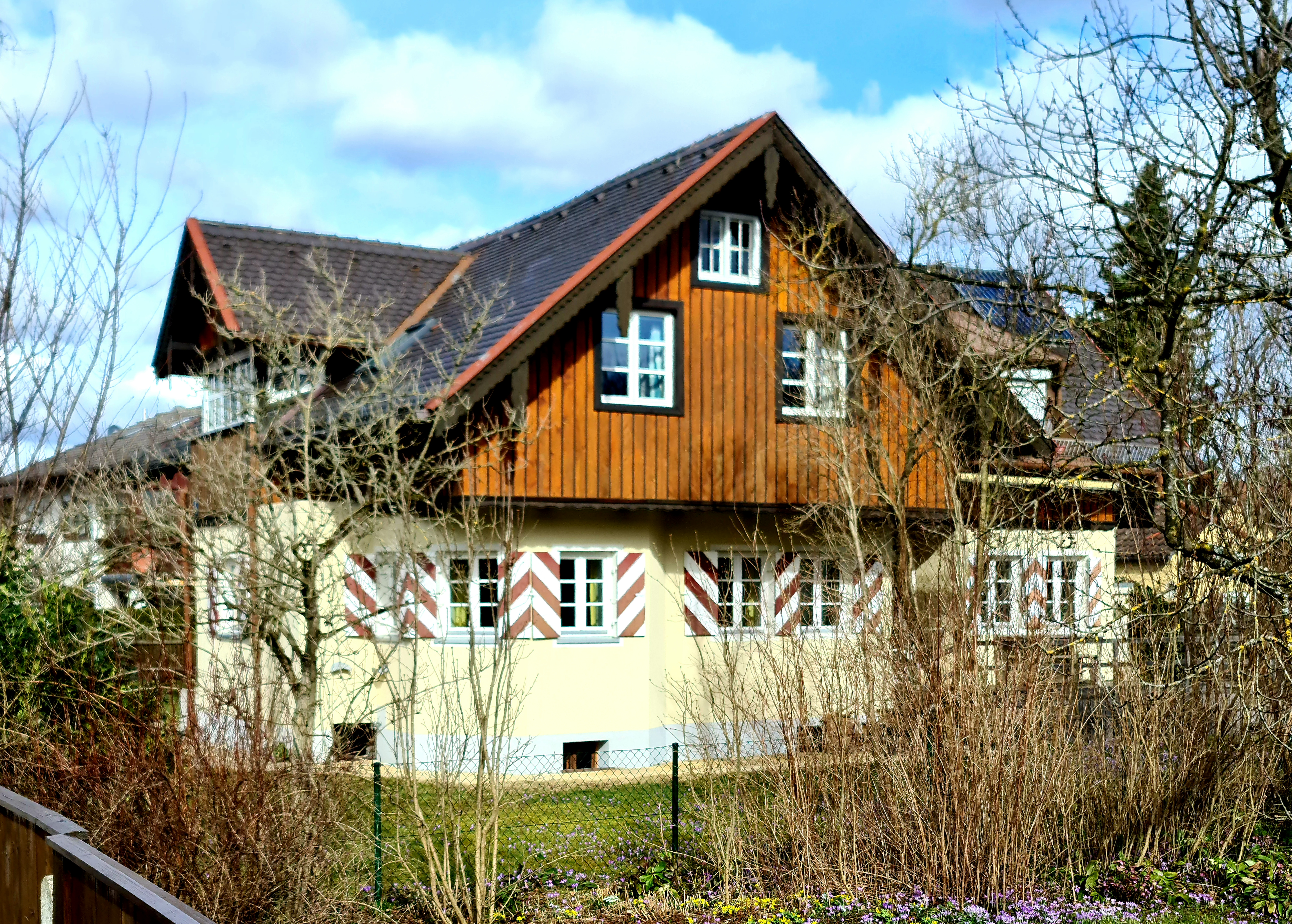
Waldhüterstraße 5